# Puchar Polski w hokeju na lodzie 2022
Puchar Polski w hokeju na lodzie mężczyzn 2022 – 25. edycja rozgrywek o Puchar Polski.
W listopadzie 2022 ogłoszono, że turniej odbędzie się w Oświęcimiu. Transmisja z turnieju została zapewniona przez TVP Sport.

## Wyniki
Półfinały
| 28 grudnia 2022 | GKS Katowice | 0:2 | GKS Tychy | Oświęcim, Hala Lodowa MOSiR |

| Szczegóły      | Szczegóły   | Szczegóły       | Szczegóły                                                   | Szczegóły |
| -------------- | ----------- | --------------- | ----------------------------------------------------------- | --- |
| Godzina: 20:30 |             | (0:1, 0:0, 0:1) | 05:05 Ondřej Šedivý 59:59 (5/4, do pustej) Alexandre Boivin | Widzów: 1400 Sędzia główny: Michał Baca Paweł Kosidło Sędziowie liniowi: Sławomir Szachniewicz Wojciech Czech |
| Godzina: 20:30 | 14 min. kar |                 | 12 min. kar                                                 | Widzów: 1400 Sędzia główny: Michał Baca Paweł Kosidło Sędziowie liniowi: Sławomir Szachniewicz Wojciech Czech |

| 29 grudnia 2022 | KS Tauron Re-Plast Unia Oświęcim | 4:1 | ComArch Cracovia | Oświęcim, Hala Lodowa MOSiR |

| Szczegóły      | Szczegóły                                                                                          | Szczegóły       | Szczegóły          | Szczegóły |
| -------------- | -------------------------------------------------------------------------------------------------- | --------------- | ------------------ | --- |
| Godzina: 20:30 | Pawło Padakin 07:07 Andrij Denyskin 19:00 Pyłyp Panhełow-Jułdaszew (5/4) 23:22 Pawło Padakin 39:31 | (2:0, 2:1, 0:0) | 25:04 Vojtěch Tomi | Widzów: 2200 Sędzia główny: Tomasz Radzik Bartosz Kaczmarek Sędziowie liniowi: Andrzej Nenko Mateusz Kucharewicz |
| Godzina: 20:30 | 27 min. kar                                                                                        |                 | 14 min. kar        | Widzów: 2200 Sędzia główny: Tomasz Radzik Bartosz Kaczmarek Sędziowie liniowi: Andrzej Nenko Mateusz Kucharewicz |

Finał
| 30 grudnia 2022 | KS Tauron Re-Plast Unia Oświęcim | 1:3 | GKS Tychy | Oświęcim, Hala Lodowa MOSiR |

| Szczegóły      | Szczegóły           | Szczegóły       | Szczegóły                                                                | Szczegóły |
| -------------- | ------------------- | --------------- | ------------------------------------------------------------------------ | --- |
| Godzina: 20:30 | Pawło Padakin 56:43 | (0:2, 0:1, 1:0) | 11:57 (5/4) Alexandre Boivin 13:48 Jean Dupuy 29:35 (5/4) Filip Komorski | Widzów: 2400 Sędzia główny: Tomasz Radzik Bartosz Kaczmarek Sędziowie liniowi: Andrzej Nenko Sławomir Szachniewicz |
| Godzina: 20:30 | 14 min. kar         |                 | 12 min. kar                                                              | Widzów: 2400 Sędzia główny: Tomasz Radzik Bartosz Kaczmarek Sędziowie liniowi: Andrzej Nenko Sławomir Szachniewicz |